# Carbonaio
Il carbonaio è il mestiere di trasformare la legna in carbone, molto diffuso in Italia fino alla metà del secolo scorso, nelle località di montagna e di collina dove c'era abbondanza di legna, che costituisce la materia prima.

## Descrizione
Oggi questo antico mestiere è ancora praticato nei boschi della Calabria con qualche beneficio introdotto dal progresso. Le quantità prodotte da ogni carbonaio sono aumentate ed una carbonaia può arrivare a contenere anche 700 quintali di legna . Ogni zona d'Italia ha ovviamente sviluppato termini tecnici differenti a seconda del dialetto parlato. L'arte consiste nel tagliare legna nei boschi, trasportarla in spiazzi piani e aperti (chiamati ial) accatastarla in carbonaie (o poiàt, in dialetto bellunese) ed innescare il processo di combustione lenta che porta alla carbonizzazione ossia alla trasformazione della legna che è un composto organico in carbone.
In passato il carbone vegetale veniva utilizzato come bene succedaneo del carbone fossile e per alcuni usi speciali dovuti all'alto potere di adsorbimento. Ora il carbone vegetale, noto anche come carbonella, è richiesto per alimentare i barbecue e i forni a legna delle pizzerie. Il carbone vegetale ha forti proprietà adsorbenti, ma questo tipo di carbone vegetale viene prodotto con un processo di distillazione secca o carbonizzazione artificiale.

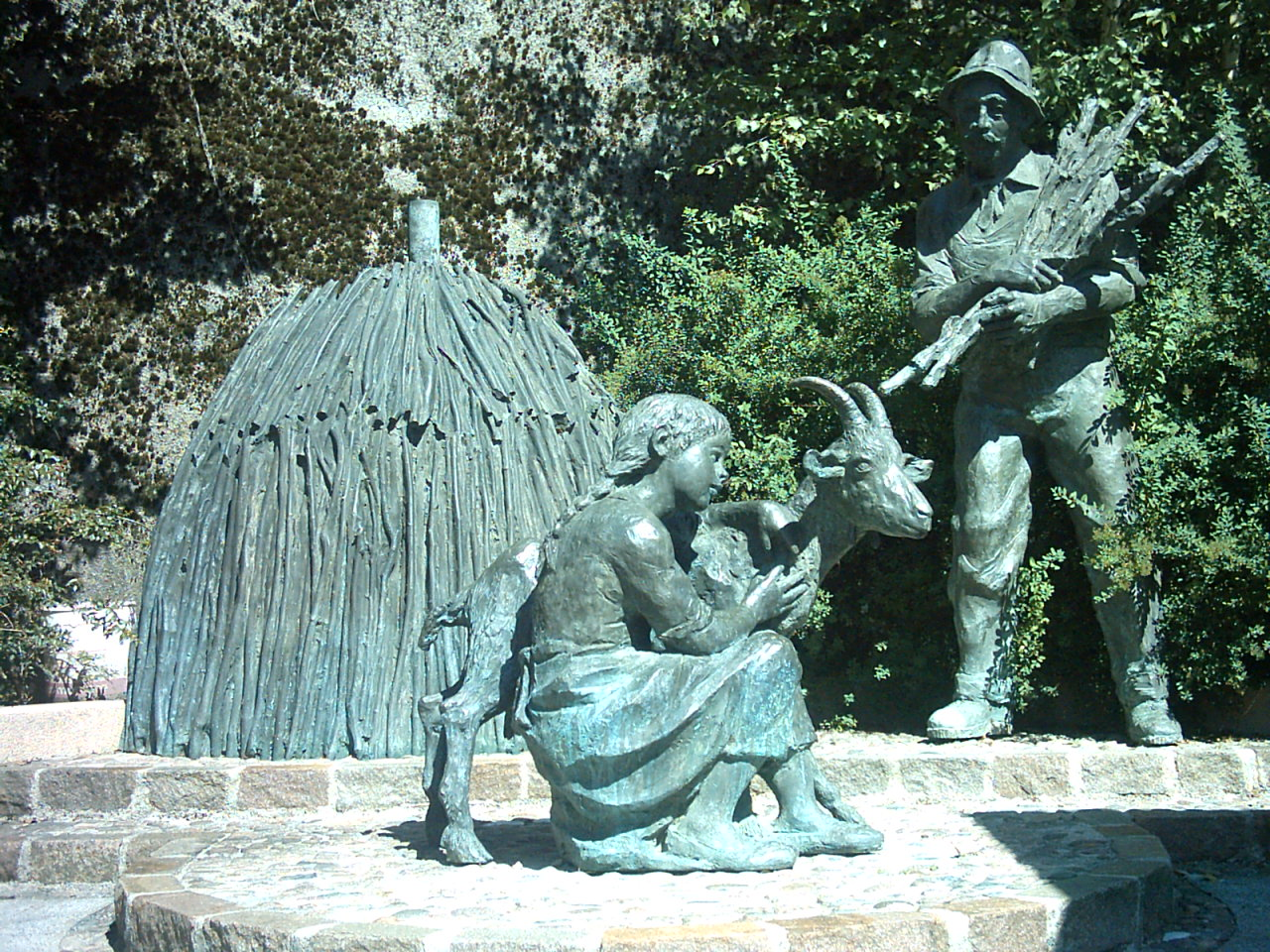
Il monumento in bronzo al carbonaio di don Luciano Carnessali

I carbonai, per esercitare il loro mestiere, dovevano abbandonare il paese dall'inizio della primavera fino ad autunno inoltrato per trasferirsi con la famiglia in montagna dove c'era la legna da tagliare e dove bisognava sorvegliare giorno e notte la carbonaia per 5 o 6 giorni, per ottenere da 30 a 40 quintali di legna circa 6 forse fino a 8 quintali di carbone.
Le donne, oltre a partecipare alla produzione, badavano ad ogni altra cosa di necessità della famiglia.

## Nella cultura di massa
Il comune di Bondone ha ricordato il mestiere di carbonaio nell'art. 1 del proprio statuto e ha dedicato a quel mestiere un monumento posto nella piazza principale del paese. Qui la figura del carbonaio viene ricordata ogni anno il 9 settembre in occasione dell'adempimento del voto fatto ai tempi della peste del 1630, poiché quel giorno di festa i carbonai con le loro famiglie tornavano in paese.
All'interno del parco naturalistico-forestale di Poggio Neri vi è un "museo del parco" che descrive la tradizionale attività di carbonai della popolazione ivi residente.